# Mardagubiddina Pool
Der Mardagubiddina Pool ist ein See im Nordwesten des australischen Bundesstaates Western Australia. 
Der See liegt im Verlauf des Yule River.